# Два Китая

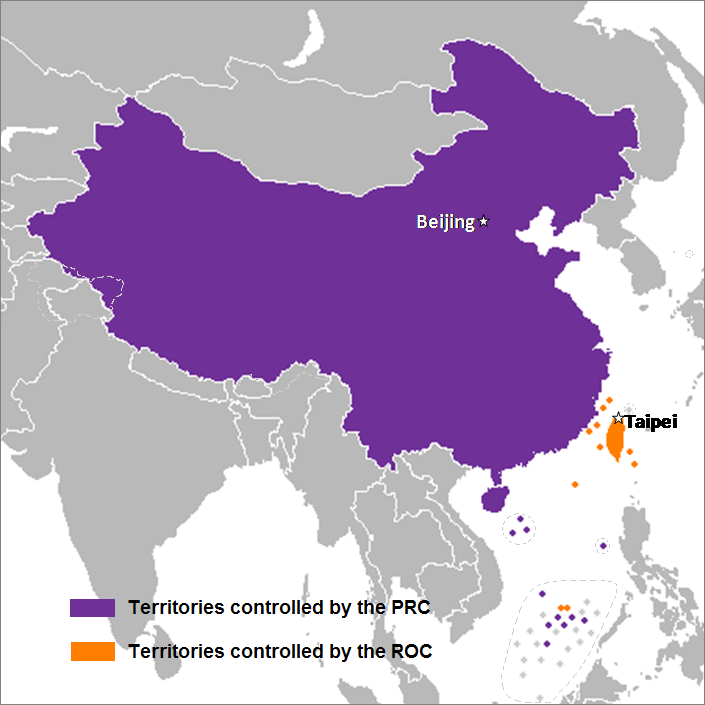
Китайская Народная Республика
Китайская Республика

Два Китая (кит. трад. 兩個中國, упр. 两个中国, пиньинь liǎng gè Zhōngguó, палл. лян гэ Чжунго) — термин, обозначающий два существующих ныне государства, имеющие в своём официальном названии слово «Китай»:
- Китайская Народная Республика — государство, известное как «Китай», основано в 1949 году. Контролирует материковый Китай и два специальных административных района — Гонконг и Макао.
- Китайская Республика — основана в 1911 году. До 1949 года контролировала весь континентальный Китай. После поражения Гоминьдана в Гражданской войне правительство отступило на Тайвань и другие ближние острова и реорганизовало государство со столицей в городе Тайбэй на подконтрольных ей территориях[2]. В настоящее время Китайская Республика более известна как «Тайвань».

## Предпосылки
В 1912 году император Пу И отрёкся от престола вследствие Синьхайской революции, и в Нанкине революционер Сунь Ятсен провозгласил Китайскую Республику. В это же время Гоминьдан оспорил легитимность Бэйянского правительства во главе с Юань Шикаем, находившегося в Пекине.
С 1912 по 1949 годы Китай был угнетён военными правителями, японскими захватчиками и гражданской войной. На протяжении всего этого неспокойного времени часто кратковременно менялось правительство. Наиболее значимые из них это:
- Бэйянское правительство во главе с Юань Шикаем (1912—1928);
- Китайская Советская Республика, провозглашённая Коммунистической партией Китая (1931—1937)[3];
- Фуцзяньское Народное Правительство (1933—1934);
- Государство Маньчжурия (1932—1934), Великая Маньчжурская Империя (1934—1945);
- Китайская Республика (Режим Ван Цзинвэя);
- Китайская Республика (Национальное правительство) (1928—1949).

В 1949 году Коммунистическая партия Китая во главе с Мао Цзэдуном взяла под свой контроль материковый Китай и основала Китайскую Народную Республику. В этом же году правительство Китайской Республики во главе с Чан Кайши вместе со своими солдатами и двумя миллионами беженцев отступило на остров Тайвань. Чан Кайши провозгласил Тайбэй временной столицей и с тех пор считал своё правительство законной властью во всём Китае, хотя реальной власти не имел. До 1971 года Китайская Республика признавалась ООН легитимным правительством Китая. 25 октября 1971 года Генеральная Ассамблея ООН приняла резолюцию № 2758. В соответствии с ней право представительства Китая в ООН перешло от Китайской Республики к Китайской Народной Республике, включая место постоянного члена Совета Безопасности ООН.
В начале 1990-х активизировалось движение за формальное признание независимости Тайваня, заменив споры о том, чьё правительство законное, вопросом о политическом статусе Тайваня. Согласно этому мнению, должно существовать два независимых друг от друга суверенных государства — Республика Тайвань и Китайская Народная Республика, тем самым формируя «два Китая» в «один Китай, один Тайвань». Бывший президент Китайской Республики Чэнь Шуйбянь склонялся к этому мнению и, соответственно, тайваньское правительство в значительной степени отказалось от претензий на материковый Китай и требований признать Китайскую Республику легитимным правительством всего Китая. Во время правления Чэнь Шуйбяня тайваньское правительство начало кампанию за принятие Китайской Республики в ООН, как государство, управляющее Тайванем и прилегающими островами; президент Ма Инцзю (от Гоминьдана) свернул эту кампанию.

## Нынешнее состояние

Позиции государств относительно Китая
Китайская Народная Республика
Государства, которые признают КНР законным правительством всего Китая
Государства, которые признают КНР законным правительством всего Китая, но имеют неформальные отношения с Тайванем
Китайская Республика
Государства, которые признают Китайскую Республику (Тайвань) законным правительством всего Китая
Государства, которые не объявили свою позицию по этому вопросу

Китайская Народная Республика (управляющая материковым Китаем, Гонконгом и Макао) и Китайская Республика (управляющая Тайваньским регионом) официально не признают суверенитет друг друга. Официальной позицией обоих государств остаётся то, что есть только одно законное суверенное государственное образование, которое управляет и материковым Китаем, и Тайванем. Однако в последние годы правительства двух государств значительно разошлись во мнениях относительно вопроса о «двух Китаях» или «одного Китая, одного Тайваня».
По состоянию на 2021 год взаимоотношения между двумя государствами остаются на напряжённом уровне. Это связано не только с разногласиями по поводу суверенитета, но и с тем, что в рамках отношений с материковым Китаем Тайвань опирается на США. КНР, в свою очередь, расценивает это как факт вмешательства во внутренние государственные дела.

### Китайская Народная Республика
Правительство Китайской Народной Республики решительно выступает против признания Китайской Республики легитимным государством. Правительство КНР также выступает против такого понятия, как «два Китая», и придерживается «принципа одного Китая». В соответствии с этим принципом КНР утверждает, что земли, контролируемые и КНР и Китайской Республикой, являются частью одного и того же неделимого суверенного образования «Китай».

Кроме того, в связи с теорией о правопреемстве государств КНР утверждает, что заменила Китайскую Республику как государство, управляющее всем Китаем. И, исходя из этого, считает нынешнее правительство Китайской Республики, находящееся на Тайване, незаконным, так как оно было заменено другим.

### Китайская Республика
До конституционной реформы в 1991 году Китайская Республика официально заявляла о своём суверенитете над материковым Китаем. В реформе тайваньские власти уточнили, что они «не оспаривают тот факт, что КНР контролирует материковый Китай».

## В истории
В истории Китая были случаи, когда сразу несколько императорских династий заявляли свои права на управление всем Китаем. Например, Империя Сун, чжурчжэньская династия Цзинь, Ляо и Тангутское государство Си Ся существовали в одно и то же время. Также в период с 1636 по 1644 годы одновременно существовали маньчжурская Империя Цин и Великая Минская империя, а оставшаяся династия Мин после свержения маньчжурами (династия Южная Мин) сохраняла свою власть в некоторых районах страны вплоть до 1683 года.

## Воссоединение Китая
Существует три концепции объединения Китая:
- КНР поглощает Китайскую Республику (Тайвань).
- Китайская Республика (Тайвань) поглощает КНР.
- КНР и Китайская Республика (Тайвань) создают конфедерацию и постепенно идут к объединению.

На Тайване большинство жителей придерживается «статуса-кво», опасаясь потери демократии, свободы слова и прав человека до тех пор, пока материковый Китай не будет либерализирован до уровня нынешнего Тайваня. Материковый Китай при этом придерживается радикально противоположной точки зрения и считает последние два варианта объединения страны концептуально невозможными в плане реализации, а любые попытки с чьей-либо стороны инициировать процесс независимости Тайваня официальным Пекином могут быть истрактованы как casus belli. В качестве модели для объединения КПК предлагает принцип «одна страна — две системы», однако его неприемлемым считают уже тайваньские власти.